# Eunidia timida
Eunidia timida là một loài bọ cánh cứng trong họ Cerambycidae.